# Bombardeo de Colonia en la Segunda Guerra Mundial
La ciudad alemana de Colonia fue bombardeada por 262 incursiones aéreas de los aliados durante la Segunda Guerra Mundial, todas ellas llevadas a cabo por la Royal Air Force, exceptuando una debido a un fallo de un misil guiado del Ejército de los Estados Unidos. Un total de 34,711 toneladas de bombas fueron lanzadas en la ciudad por la RAF.
Mientras que las alarmas aéreas permanecieron calladas en el invierno de 1940 pasando los bombarderos británicos de largo, el primer bombardeo se produjo el 12 de mayo de 1940. El ataque más contundente fue la primera incursión aérea de mil bombarderos en la noche del 30 y 31 de mayo de 1942 conocida como Operación Millenium.